# Box-office 2012 au Canada et aux États-Unis
Cet article traite du box-office de 2012 au Canada et aux États-Unis.

## Classement
| Rang | Titre                                              | Pays | Réalisateur                               | Budget en USD | Recettes      | Week-End |
| ---- | -------------------------------------------------- | ---- | ----------------------------------------- | ------------- | ------------- | -------- |
| 1.   | Avengers                                           |      | Joss Whedon                               | 220 000 000   | 623 357 910 $ | 22 (fin) |
| 2.   | The Dark Knight Rises                              |      | Christopher Nolan                         | 230 000 000   | 448 139 099 $ | 21 (fin) |
| 3.   | Hunger Games                                       |      | Gary Ross                                 | 78 000 000    | 408 010 692 $ | 24 (fin) |
| 4.   | Skyfall                                            |      | Sam Mendes                                | 200 000 000   | 304 360 277 $ | 18 (fin) |
| 5.   | Le Hobbit : Un voyage inattendu                    |      | Peter Jackson                             | 250 000 000   | 303 003 568 $ | 19 (fin) |
| 6.   | Twilight, Chapitre V : Révélation - 2e partie      |      | Bill Condon                               | 120 000 000   | 292 324 737 $ | 16 (fin) |
| 7.   | The Amazing Spider-Man                             |      | Marc Webb                                 | 230 000 000   | 262 030 663 $ | 15 (fin) |
| 8.   | Rebelle                                            |      | Mark Andrews                              | 185 000 000   | 237 283 207 $ | 28 (fin) |
| 9.   | Ted                                                |      | Seth MacFarlane                           | 51 000 000    | 218 815 487 $ | 17 (fin) |
| 10.  | Madagascar 3 : Bons baisers d'Europe               |      | Eric Darnell,Tom McGrath et Conrad Vernon | 145 000 000   | 216 391 482 $ | 19 (fin) |
| 11.  | Le Lorax                                           |      | Chris Renaud                              | 70 000 000    | 214 030 500 $ | 21 (fin) |
| 12.  | Les Mondes de Ralph                                |      | Rich Moore                                | 165 000 000   | 189 412 677 $ | 26 (fin) |
| 13.  | Lincoln                                            |      | Steven Spielberg                          | 65 000 000    | 182 207 973 $ | 24 (fin) |
| 14.  | Men in Black 3                                     |      | Barry Sonnenfeld                          | 215 000 000   | 179 020 854 $ | 16 (fin) |
| 15.  | Django Unchained                                   |      | Quentin Tarantino                         | 100 000 000   | 162 805 434 $ | 20 (fin) |
| 16.  | L’Âge de glace 4 : La Dérive des continents        |      | Steve Martino et Mike Thurmeier           | 95 000 000    | 161 321 843 $ | 30 (fin) |
| 17.  | Blanche-Neige et le Chasseur                       |      | Rupert Sanders                            | 170 000 000   | 155 332 381 $ | 14 (fin) |
| 18.  | Les Misérables                                     |      | Tom Hooper                                | 25 000 000    | 148 809 770 $ | 14 (fin) |
| 19.  | Hôtel Transylvanie                                 |      | Genndy Tartakovsky                        | 85 000 000    | 148 313 048 $ | 21 (fin) |
| 20.  | Taken 2                                            |      | Olivier Megaton                           | 43 000 000    | 139 854 287 $ | 20 (fin) |
| 21.  | 21 Jump Street                                     |      | Phil Lord et Chris Miller                 | 42 000 000    | 138 447 667 $ | 16 (fin) |
| 22.  | Argo                                               |      | Ben Affleck                               | 44 500 000    | 136 024 128 $ | 28 (fin) |
| 23.  | Happiness Therapy                                  |      | David O. Russell                          | 21 000 000    | 132 092 958 $ | 29 (fin) |
| 23.  | Prometheus                                         |      | Ridley Scott                              | 130 000 000   | 126 477 084 $ | 15 (fin) |
| 24.  | Sécurité Rapprochée                                |      | Daniel Espinosa                           | 85 000 000    | 126 373 434 $ | 14 (fin) |
| 25.  | Je te promets : The Vow                            |      | Michael Sucsy                             | 30 000 000    | 125 014 030 $ | 14 (fin) |
| 26.  | L'Odyssée de Pi                                    |      | Ang Lee                                   | 120 000 000   | 124 976 635 $ | 33 (fin) |
| 27.  | Magic Mike                                         |      | Steven Soderbergh                         | 15 000 000    | 113 721 571 $ | 13 (fin) |
| 28.  | Jason Bourne : L'Héritage                          |      | Tony Gilroy                               | 125 000 000   | 113 203 870 $ | 13 (fin) |
| 29.  | Voyage au centre de la Terre 2 : L'Île mystérieuse |      | Brad Peyton                               | 79 000 000    | 103 860 290 $ | 20 (fin) |
| 30.  | Les Cinq Légendes                                  |      | Peter Ramsey                              | 145 000 000   | 103 412 758 $ | 20 (fin) |

## Classement par week-end
| #  | Date              | Film no 1                                     | Recettes      |
| -- | ----------------- | --------------------------------------------- | ------------- |
| 1  | 6 janvier 2012    | The Devil Inside                              | 33 732 515 $  |
| 2  | 13 janvier 2012   | Contrebande                                   | 24 349 815 $  |
| 3  | 20 janvier 2012   | Underworld : Nouvelle Ère                     | 25 306 725 $  |
| 4  | 27 janvier 2012   | Le Territoire des loups                       | 19 665 101 $  |
| 5  | 3 février 2012    | Chronicle                                     | 22 004 098 $  |
| 6  | 10 février 2012   | Je te promets : The Vow                       | 41 202 458 $  |
| 7  | 17 février 2012   | Sécurité Rapprochée                           | 40 172 720 $  |
| 8  | 24 février 2012   | Act of Valor                                  | 24 476 632 $  |
| 9  | 2 mars 2012       | Le Lorax                                      | 70 217 070 $  |
| 10 | 9 mars 2012       | Le Lorax                                      | 38 846 020 $  |
| 11 | 18 mars 2012      | 21 Jump Street                                | 36 302 612 $  |
| 12 | 23 mars 2012      | Hunger Games                                  | 152 535 747 $ |
| 13 | 30 mars 2012      | Hunger Games                                  | 58 551 063 $  |
| 14 | 6 avril 2012      | Hunger Games                                  | 33 111 557 $  |
| 15 | 13 avril 2012     | Hunger Games                                  | 21 096 824 $  |
| 16 | 20 avril 2012     | Think Like a Man                              | 33 636 303 $  |
| 17 | 27 avril 2012     | Think Like a Man                              | 17 604 141 $  |
| 18 | 4 mai 2012        | Avengers                                      | 207 438 708 $ |
| 19 | 11 mai 2012       | Avengers                                      | 103 052 274 $ |
| 20 | 18 mai 2012       | Avengers                                      | 55 644 102 $  |
| 21 | 25 mai 2012       | Men in Black 3                                | 54 592 779 $  |
| 22 | 1er juin 2012     | Blanche-Neige et le Chasseur                  | 56 217 700 $  |
| 23 | 8 juin 2012       | Madagascar 3 : Bons baisers d'Europe          | 60 316 738 $  |
| 24 | 15 juin 2012      | Madagascar 3 : Bons baisers d'Europe          | 34 055 474 $  |
| 25 | 22 juin 2012      | Rebelle                                       | 66 323 594 $  |
| 26 | 29 juin 2012      | Ted                                           | 54 415 205 $  |
| 27 | 6 juillet 2012    | The Amazing Spider-Man                        | 62 004 688 $  |
| 28 | 13 juillet 2012   | L’Âge de glace 4 : La Dérive des continents   | 46 629 259 $  |
| 29 | 20 juillet 2012   | The Dark Knight Rises                         | 160 887 295 $ |
| 30 | 27 juillet 2012   | The Dark Knight Rises                         | 62 101 451 $  |
| 31 | 3 août 2012       | The Dark Knight Rises                         | 35 737 330 $  |
| 32 | 10 août 2012      | Jason Bourne : L'Héritage                     | 38 142 825 $  |
| 33 | 17 août 2012      | Expendables 2 : Unité spéciale                | 28 591 370 $  |
| 34 | 24 août 2012      | Expendables 2 : Unité spéciale                | 13 423 579 $  |
| 35 | 31 août 2012      | Possédée                                      | 17 732 480 $  |
| 36 | 7 septembre 2012  | Possédée                                      | 9 317 472 $   |
| 37 | 14 septembre 2012 | Resident Evil: Retribution                    | 21 052 227 $  |
| 38 | 21 septembre 2012 | House at the End of the Street                | 12 287 234 $  |
| 39 | 28 septembre 2012 | Hôtel Transylvanie                            | 42 522 194 $  |
| 40 | 5 octobre 2012    | Taken 2                                       | 49 514 769 $  |
| 41 | 12 octobre 2012   | Taken 2                                       | 21 873 127 $  |
| 42 | 19 octobre 2012   | Paranormal Activity 4                         | 29 003 866 $  |
| 43 | 26 octobre 2012   | Argo                                          | 19 458 109 $  |
| 44 | 2 novembre 2012   | Les Mondes de Ralph                           | 49 038 712 $  |
| 43 | 9 novembre 2012   | Skyfall                                       | 88 364 714 $  |
| 44 | 16 novembre 2012  | Twilight, Chapitre V : Révélation - 2e partie | 141 067 634 $ |
| 45 | 23 novembre 2012  | Twilight, Chapitre V : Révélation - 2e partie | 43 641 448 $  |
| 46 | 30 novembre 2012  | Twilight, Chapitre V : Révélation - 2e partie | 17 416 362 $  |
| 47 | 7 décembre 2012   | Skyfall                                       | 10 780 201 $  |
| 48 | 14 décembre 2012  | Le Hobbit : Un voyage inattendu               | 84 617 303 $  |
| 49 | 21 décembre 2012  | Le Hobbit : Un voyage inattendu               | 36 888 365 $  |
| 50 | 28 décembre 2012  | Le Hobbit : Un voyage inattendu               | 31 926 068 $  |